# It Hurt Me So
Singles de Jerry Lee Lewis
I'll Make It All Up to You Lovin' Up a Storm
It Hurt Me So est une chanson écrite par Jerry Lee Lewis et Charlie Rich et enregistrée par Jerry Lee Lewis, le 5 novembre 1958 dans les studios de Sun Records à Memphis (Tennessee). Elle figure en face A du single Sun 312.
En face B, du disque, figure le titre I'll Sail My Ship Alone.
La chanson est présente sur l'album de Jerry Lee Lewis, Rockin' with Jerry Lee Lewis.